# Denny Hulme
Denis Clive "Denny" Hulme, född 18 juni 1936 i Motueka på Sydön, död 4 oktober 1992 i Bathurst i Australien, var en nyzeeländsk racerförare.

## Racingkarriär

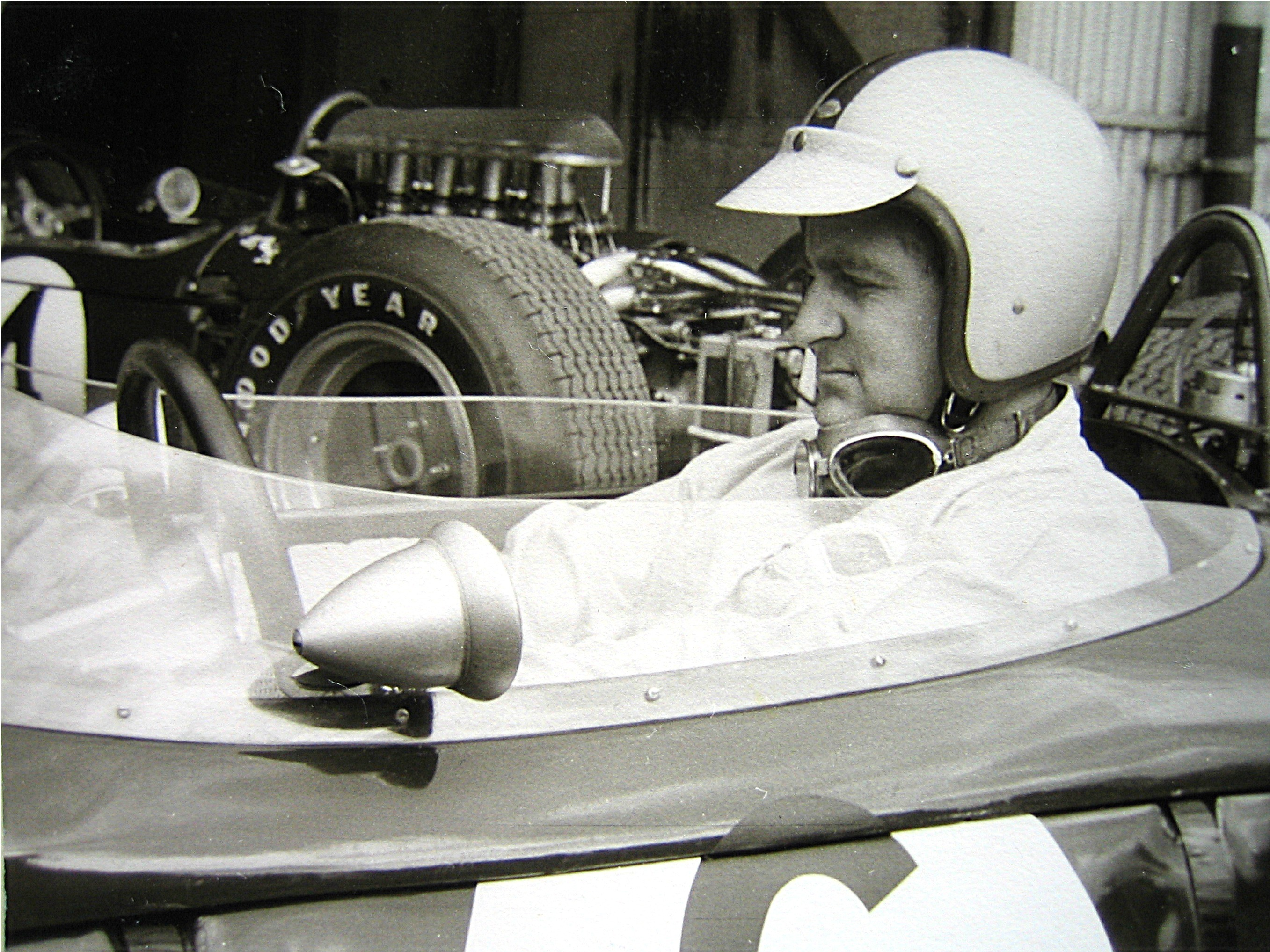
Denny Hulme i Brabham i.

Hulme debuterade i formel 1 1965 och blev världsmästare 1967. Han var formel 1-förarnas representant i arbetet med att öka säkerheten på racerbanorna. Hulme tävlade även i bland annat CanAm och IndyCar. 
I början på 1980-talet kom Hulme tillbaka till racingen och körde då ETCC. Han dog av en hjärtattack bakom ratten på en BMW M3 under loppet Bathurst 1000 km på Mount Panorama i Australien 1992.
Hulme blev för sina insatser invald i International Motorsports Hall of Fame 2002.

## F1-karriär
| Säsong                 | Stall/Tillverkare            | Placering              | Lopp | Poäng | Etta | Tvåa | Trea | Pole | Varv |
| ---------------------- | ---------------------------- | ---------------------- | ---- | ----- | ---- | ---- | ---- | ---- | ---- |
| 1965                   | Brabham-Climax               | 11                     | 6    | 5     |      |      |      |      |      |
| 1966                   | Brabham-Climax Brabham-Repco | 4                      | 2 7  | 0 18  |      | 1    | 3    |      | 1    |
| 1967                   | Brabham-Repco                | 1                      | 11   | 51    | 2    | 3    | 3    |      | 2    |
| 1968                   | McLaren-BRM McLaren-Ford     | 3                      | 1 11 | 2 31  | 2    | 1    |      |      |      |
| 1969                   | McLaren-Ford                 | 6                      | 11   | 20    | 1    |      | 1    |      |      |
| 1970                   | McLaren-Ford                 | 4                      | 11   | 27    |      | 1    | 3    |      |      |
| 1971                   | McLaren-Ford                 | 11                     | 10   | 9     |      |      |      |      | 1    |
| 1972                   | McLaren-Ford                 | 3                      | 12   | 39    | 1    | 2    | 4    |      | 1    |
| 1973                   | McLaren-Ford                 | 6                      | 15   | 26    | 1    |      | 2    | 1    | 3    |
| 1974                   | McLaren-Ford                 | 7                      | 15   | 20    | 1    | 1    |      |      | 1    |
| Sammanlagt 10 säsonger | Sammanlagt 10 säsonger       | Sammanlagt 10 säsonger | 112  | 248   | 8    | 9    | 16   | 1    | 9    |

| 1. Monaco 1967 2. Tyskland 1967 3. Italien 1968 4. Kanada 1968 5. Mexiko 1969 6. Sydafrika 1972 7. Sverige 1973 8. Argentina 1974 |

| 1. Storbritannien 1966 2. Frankrike 1967 3. Storbritannien 1967 4. Kanada 1967 5. Spanien 1968 6. Sydafrika 1970 7. Argentina 1972 8. Österrike 1972 9. Österrike 1974 |

| 1. Frankrike 1966 2. Italien 1966 3. Mexiko 1966 4. Nederländerna 1967 5. USA 1967 6. Mexiko 1967 7. Sydafrika 1969 8. Storbritannien 1970 9. Tyskland 1970 10. Mexiko 1970 11. Belgien 1972 12. Italien 1972 13. Kanada 1972 14. USA 1972 15. Brasilien 1973 16. Storbritannien 1973 |

| 1. Sydafrika 1973 |

| 1. Nederländerna 1966 2. Sydafrika 1967 3. Storbritannien 1967 4. Kanada 1971 5. Österrike 1972 6. Brasilien 1973 7. Sverige 1973 8. Frankrike 1973 9. Belgien 1974 |